# ویلیام بروکس کلوز
ویلیام بروکس کلوز (انگلیسی: William Brooks Close؛ ۱۸۵۳ – ۱۹۲۳) کارآفرین اهل پادشاهی متحد بریتانیای کبیر و ایرلند بود، که در سال ۱۸۷۸ شرکت کلوز برادرز را تأسیس کرد.